# Anteromorpha malabarica
Anteromorpha malabarica är en stekelart som beskrevs av T.C. Narendran 2001. Anteromorpha malabarica ingår i släktet Anteromorpha och familjen Scelionidae. Inga underarter finns listade i Catalogue of Life.